# Alvaradoa
Alvaradoa es un género con nueve especies de plantas con flores perteneciente a la familia Picramniaceae. Es originario de Centroamérica.

## Descripción
Son arbustos a árboles pequeños; plantas dioicas. Tiene las hojas pinnadas, generalmente con 20–50 folíolos, folíolos elíptico-oblongos, de 8–30 mm de largo y 7–11 mm de ancho, de color verde obscuros y glabros en la haz, verde pálidos, glaucos y puberulentos en el envés. Las inflorescencias se producen en forma de racimos de 10–25 cm de largo; con sépalos de 5, 1–2 mm de largo, velloso-puberulentos; pétalos ausentes. El fruto es  una cápsula samaroide con una semilla y generalmente con 2 alas; semillas café obscuras.

## Especies
- Alvaradoa amorphoides
- Alvaradoa arborescens
- Alvaradoa haitiensis
- Alvaradoa jamaicensis
- Alvaradoa lewisii
- Alvaradoa mexicana
- Alvaradoa psilophylla
- Alvaradoa puberulenta
- Alvaradoa subovata